# نوع لم يقيم
نوع لم يُقيّم (اختصارًا نل; NE) هو تصنيفٌ للأنواع التي تُصنف ضمن القائمة الحمراء للأنواع المهددة بالانقراض على أنها لم تُقيّم بعد من قبل الاتحاد الدولي لحفظ الطبيعة.